# Jonathan Learoyd
Jonathan Learoyd (* 3. November 2000) ist ein ehemaliger französisch-britischer Skispringer.

## Werdegang
Jonathan Learoyd debütierte am 8. und 9. März 2014 in Chaux-Neuve im Alpencup, wo er die Plätze 47 und 50 belegte, und startete nach weiteren Alpencup-Wettbewerben anderthalb Jahre später am 12. und 13. September 2015 in Einsiedeln zum ersten Mal im FIS-Cup; hier wurde er 22. und 25. Am 27. und 28. Dezember 2015 debütierte Learoyd daraufhin im Rahmen von zwei Wettbewerben in Engelberg im Continental Cup. Hier erreichte er die Plätze 11 und 26 und holte damit gleichzeitig auch seine ersten Continental-Cup-Punkte.
Bei den Nordischen Junioren-Skiweltmeisterschaften 2017 in Park City, Utah im Februar 2017 belegte Learoyd im Einzelwettbewerb den 13. Platz. Beim Europäischen Olympischen Winter-Jugendfestival 2017 zwei Wochen später im türkischen Erzurum gewann Learoyd sowohl im Einzelwettbewerb als auch im Mannschaftswettbewerb zusammen mit Mathis Contamine, Romane Dieu und Alessandro Batby die Silbermedaille.
Am 9. Dezember 2017 erreichte Learoyd mit einem siebten Platz beim Continental-Cup-Wettbewerb in Whistler, British Columbia sein bis dahin bestes Karriereergebnis im Continental Cup. Einen Tag später konnte er sich erneut verbessern und belegte mit einem zweiten Platz zum ersten Mal einen Podestplatz. Am 16. Dezember 2017 debütierte er in Engelberg im Weltcup. Am 27. Dezember 2017 gewann er, ebenfalls in Engelberg, seinen ersten Continental-Cup-Wettbewerb. Danach nahm er erstmals an der Vierschanzentournee und holte als 29. in Oberstdorf als Lucky Loser seine ersten Weltcup-Punkte seiner Karriere. Bei den Nordischen Junioren-Skiweltmeisterschaften 2018 im Februar 2018 in Kandersteg belegte er im Einzelwettbewerb den sechsten Rang. Mit der französischen Mannschaft belegte er den neunten Rang und im Mixed-Teamwettbewerb wurde er Vierter. Noch im selben Monat nahm er an den Olympischen Winterspielen in Pyeongchang teil. Im Einzelwettbewerb auf der Normalschanze landete er auf dem 27. Rang, auf der Großschanze verpasste er als 41. den Finaldurchgang. Damit war er in beiden Einzelwettbewerben bester Franzose vor Vincent Descombes Sevoie. Während der Raw Air 2018 verbesserte er seine beste Weltcup-Platzierung in Oslo auf Platz 25. Es war zugleich seine letzte Punkteplatzierung. Im Rahmen des Continental-Cups trat Learoyd im September 2020 letztmals international an und konzentrierte sich anschließend auf sein Architekturstudium.

## Privatleben
Jonathan Learoyd hat britische Eltern und besitzt neben der französischen auch die britische Staatsangehörigkeit.

## Erfolge

### Continental-Cup-Siege im Einzel
| Nr. | Datum             | Ort       | Typ         |
| --- | ----------------- | --------- | ----------- |
| 1.  | 27. Dezember 2017 | Engelberg | Großschanze |

## Statistik

### Weltcup-Platzierungen
| Saison  | Platz | Punkte |
| ------- | ----- | ------ |
| 2017/18 | 063.  | 008    |

### Grand-Prix-Platzierungen
| Saison | Platz | Punkte |
| ------ | ----- | ------ |
| 2019   | 063.  | 007    |

### Continental-Cup-Platzierungen
| Saison  | Platz | Punkte |
| ------- | ----- | ------ |
| 2015/16 | 109.  | 029    |
| 2017/18 | 017.  | 524    |
| 2018/19 | 047.  | 183    |
| 2019/20 | 097.  | 047    |

### Schanzenrekorde
| Ort      | Land       | Weite               | aufgestellt am | Rekord bis |
| -------- | ---------- | ------------------- | -------------- | ---------- |
| Prémanon | Frankreich | 93,5 m (HS: 90,0 m) | 30. März 2018  | aktuell    |